# 레이디 그레고리

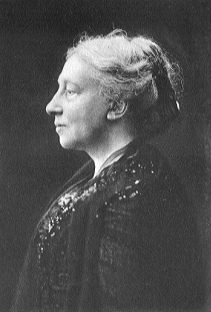
1913년 사진

레이디 그레고리(Lady Gregory), 레이디 오거스타 그레고리, 이사벨라 오거스타, 레이디 그레고리(성씨 페르세, 1852년 3월 15일 – 1932년 5월 22일)는 앵글로아일랜드인 극작가, 민속학자 및 연극 감독이었다. W. B. 예이츠 및 에드워드 마틴(Edward Martyn)과 함께 아일랜드 문학극장(Irish Literary Theatre) 및 애비극장(Abbey Theatre)을 공동 창립했으며 두 회사를 위해 수많은 단편 작품을 썼다. 레이디 그레고리는 아일랜드 신화에서 가져온 이야기를 다시 이야기하는 여러 권의 책을 제작했다. 영국 통치와 밀접하게 연관되어 있는 계급에서 태어난 그녀는 영국 통치에 반대했다. 그녀의 글에서 알 수 있듯이 문화 민족주의로의 개종은 그녀의 생애 동안 아일랜드에서 일어난 많은 정치적 투쟁을 상징한다.
레이디 그레고리는 주로 아일랜드 문학 부흥 운동을 주도한 작품으로 기억된다. 골웨이 카운티의 쿨 파크(Coole Park)에 있는 그녀의 집은 부흥 운동을 주도하는 인물들의 중요한 만남의 장소였으며 수도원 이사회의 일원으로서 그녀의 초기 작업은 적어도 극장의 발전을 위한 그녀의 창의적인 저술만큼 중요했다. 레이디 그레고리의 모토는 아리스토텔레스에서 따온 것이다. "현명한 사람처럼 생각하되 일반 사람들처럼 자신을 표현하라."